# 12.5 years, 3 albums, 36 songs
12.5 Years, 3 Albums, 36 Songs is een speciale cd-box van de Nederlandse band Johan. De box is uitgegeven ter gelegenheid van het 12,5-jarig jubileum van de band en wordt vergezeld door een theatertour, waarbij alle liedjes in chronologische volgorde worden gespeeld.
De box bevat de drie eerder uitgebrachte en volledig geremasterde albums Johan, Pergola en THX JHN en een dvd met daarop de bijbehorende videoclips.

## Inhoud

### Johan
1. Everybody Knows
2. Not Funny Anymore (It's)
3. Back In School *
4. Payment
5. O'Clock (It's) **
6. Easy (It's)
7. Suffer Baby
8. Life On Mars
9. December
10. Porneaux
11. Swing
12. He's Not There
13. Brown Mice

### Pergola
1. Tumble and Fall
2. Pergola
3. I mean I Guess
4. Tomorrow
5. Day is Done
6. I Feel Fine
7. Paper Planes
8. Save Game
9. How Does It Feel
10. Why_CP
11. Time and Time Again
12. Here

### THX JHN
1. Coming in from the cold
2. Oceans
3. Walking Away
4. She's got a way with men
5. Reader Takes A Stand
6. Tonight
7. When I'm On My Own
8. Any Other Guy
9. Out Of Reach
10. Staring At The Sun
11. You Know

### 7 Video's
1. Everybody Knows - geregisseerd door Yani
2. Pergola - geregisseerd door Johan den Heijer
3. Tumble And Fall - geregisseerd door Johan Kramer
4. Day Is Done - geregisseerd door Marcel Kampman
5. Oceans - geregisseerd door Johan Kramer
6. Walking Away - geregisseerd door Johan Kramer
7. She's Got A Way With Men - geregisseerd door Johan Kramer

## Hitnotering
| "12.5 Years, 3 Albums, 36 Songs" in de Nederlandse Album Top 100 - binnen: 07-02-2009 | "12.5 Years, 3 Albums, 36 Songs" in de Nederlandse Album Top 100 - binnen: 07-02-2009 | "12.5 Years, 3 Albums, 36 Songs" in de Nederlandse Album Top 100 - binnen: 07-02-2009 | "12.5 Years, 3 Albums, 36 Songs" in de Nederlandse Album Top 100 - binnen: 07-02-2009 | "12.5 Years, 3 Albums, 36 Songs" in de Nederlandse Album Top 100 - binnen: 07-02-2009 |
| Week                                                                                  | 01                                                                                    | 02                                                                                    | 03                                                                                    |                                                                                       |
| ------------------------------------------------------------------------------------- | ------------------------------------------------------------------------------------- | ------------------------------------------------------------------------------------- | ------------------------------------------------------------------------------------- | ------------------------------------------------------------------------------------- |
| Nummer                                                                                | 70                                                                                    | 68                                                                                    | 80                                                                                    | uit                                                                                   |